# Австралийский балет
Австралийский балет (англ. Australian Ballet) — ведущая и крупнейшая классическая балетная труппа Австралии и одна из крупнейших балетных трупп мира, созданная в 1962 году на деньги меценатов, заинтересованных в развитии национального балета, путём реорганизации труппы «Балет Борованского». Базируется в Мельбурне.
Первым спектаклем труппы было «Лебединое озеро» П. И. Чайковского, поставленное в Сиднее в Театре Её Величества 2 ноября 1962 года. В первом сезоне ведущими солистами были Кэтлин Горам, Мэрилин Джонс и Гарт Уэлш. В 1965 году прошли первые гастроли труппы за рубежом.
Первым художественным руководителем со дня основания и до 1974 года была английская балерина Пегги ван Прааг (1910—1990), приглашённая в Австралию в 1959 году по рекомендации Нинет де Валуа руководить «Балетом Борованского» после смерти последнего. В 1965—1974 годах руководила труппой совместно с Робертом Хэлпманом.
Основными постулатами Ван Праах при руководстве труппы были: нанимать танцовщиков на основе годового контракта; иметь в репертуаре классические постановки наравне с работами лучших современных хореографов; регулярно приглашать в качестве гостевых артистов и педагогов зарубежных звёзд; гастролировать за рубежом; учредить при труппе национальную балетную школу. Такая школа, направленная на подготовку нового поколения артистов, была основана Ван Праах в 1964 году.
Начиная с июля 2001 года театром руководит танцовщик Дэвид Макалистер.
Балерины труппы преимущественно используют пуанты австралийской фирмы Bloch, которые закупает театр.